# Saint-Lyphard
Saint-Lyphard (bretonisch Sant-Lefer) ist eine französische Gemeinde mit 5246 Einwohnern (Stand: 1. Januar 2022) im Département Loire-Atlantique in der Region Pays de la Loire. Sie gehört zum Arrondissement Saint-Nazaire und zum Kanton Guérande.
Die Einwohner werden Lyphardais genannt.

## Geographie
Saint-Lyphard liegt im Nordwesten des Départements in der Landschaft Brière. Das Gemeindegebiet ist Teil des Regionalen Naturparks Brière.

### Nachbargemeinden
Umgeben ist Saint-Lyphard von den Nachbargemeinden Herbignac im Norden, Saint-Joachim im Osten, Saint-André-des-Eaux im Süden sowie Guérande im Süden und Westen.

## Bevölkerungsentwicklung
| 1962 | 1968 | 1975 | 1982 | 1990 | 1999 | 2006 | 2017 |
| ---- | ---- | ---- | ---- | ---- | ---- | ---- | ---- |
| 1331 | 1357 | 1554 | 2364 | 2889 | 3180 | 4030 | 4760 |

## Sehenswürdigkeiten
- Dolmen von Kerbourg 1
- Menhir von Mézerac
- Stein von Len
- Dorf Kerhinet, typisches bretonisches Dorf
- Église Saint-Lyphard et de l'Assomption (St. Lyphard- und Himmelfahrtskirche)

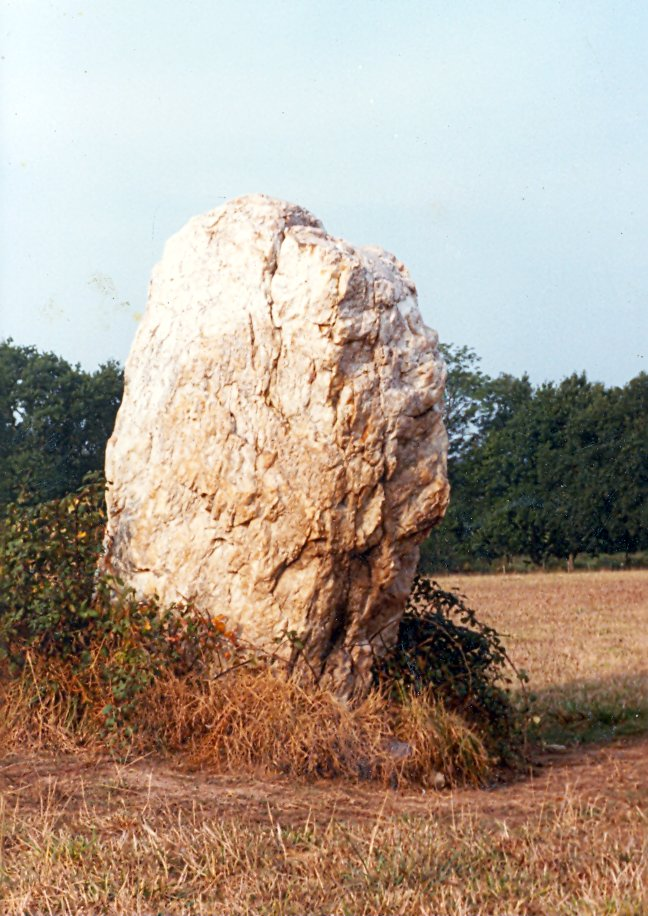
Pierre blanche (Weißer Stein) von Kerbourg
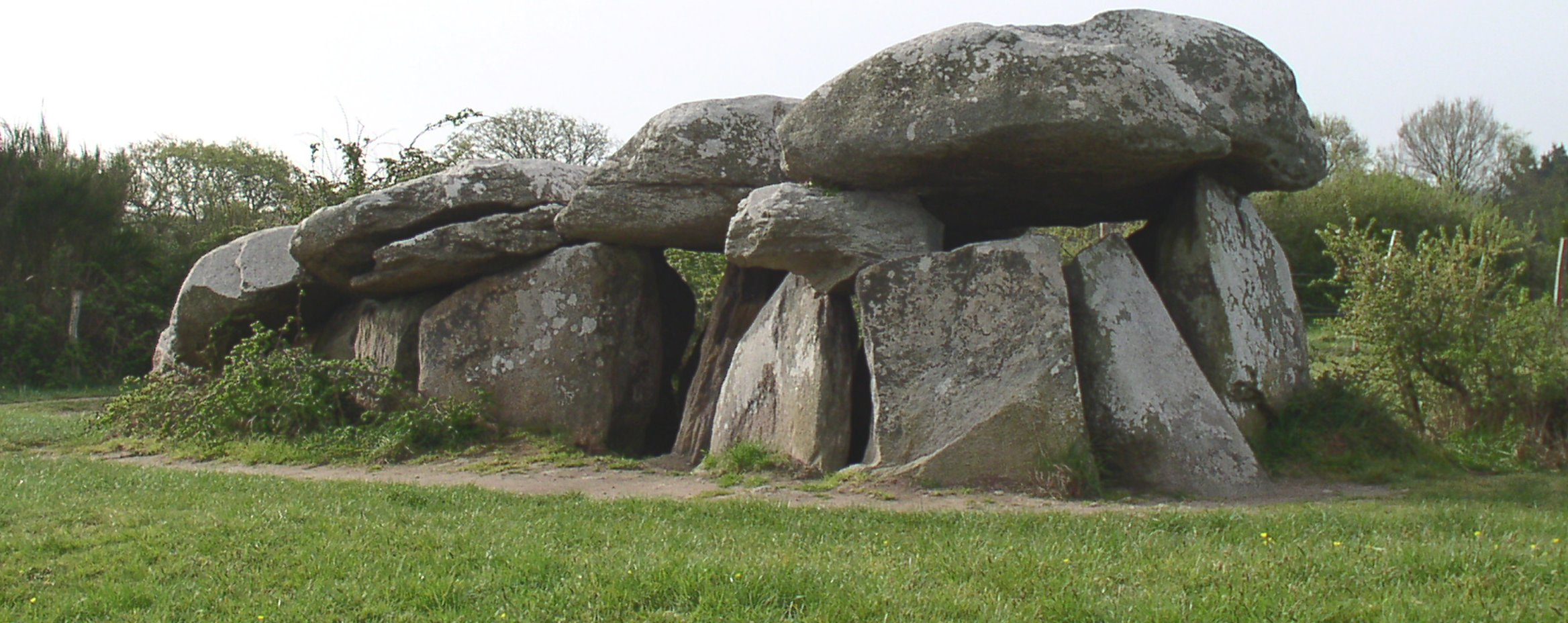
Dolmen von Kerbourg 1
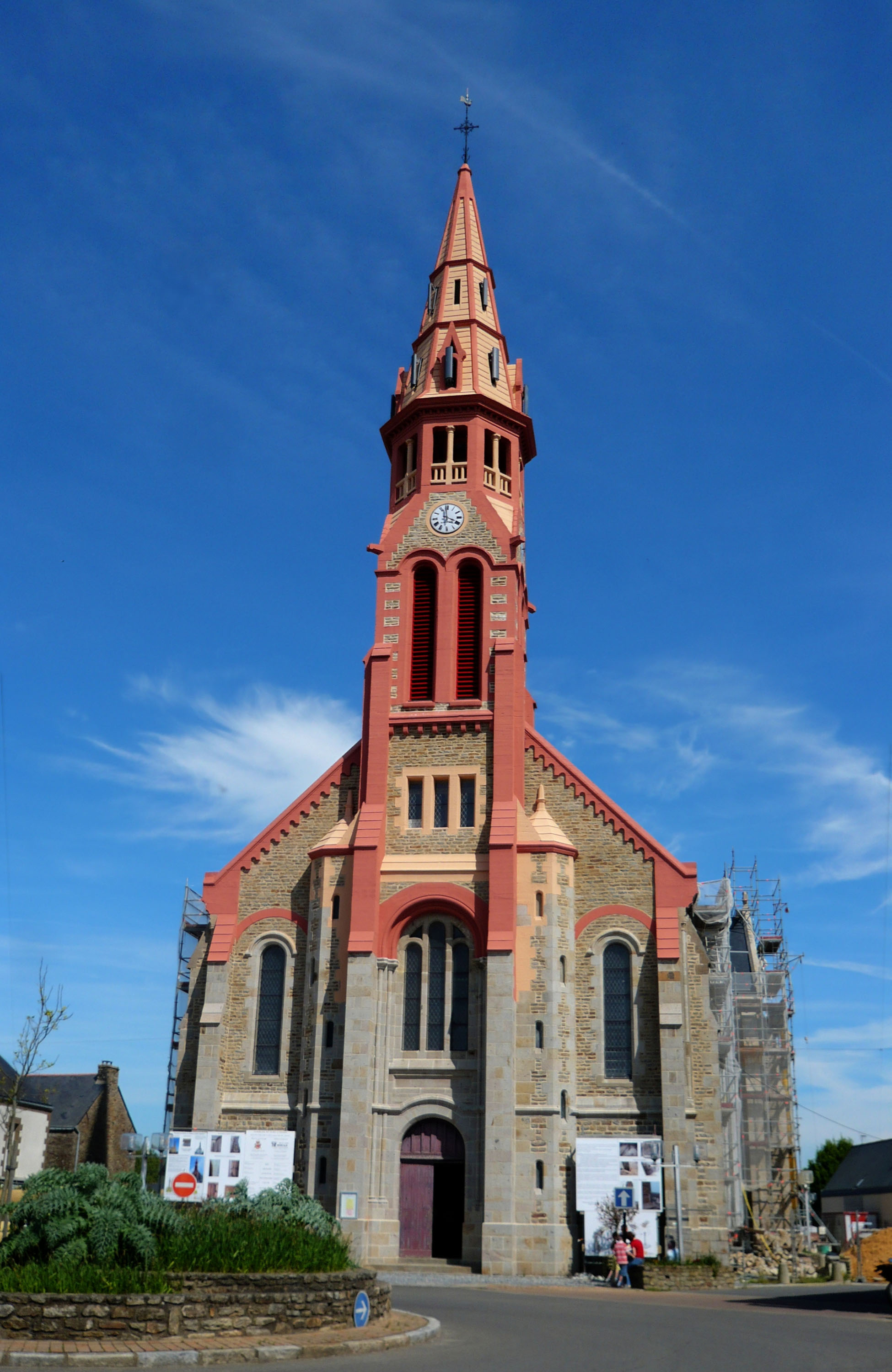
Kirche Saint-Lyphard